# TR-DOS
El TR-DOS (Technology Research Disk Operating System) es un sistema operativo de disco para ordenadores ZX Spectrum (y compatibles) incluido como firmware en la interfaz de disco Beta Disk. El sistema operativo TR-DOS y la interfaz Beta Disk fueron desarrollados por Technology Research Ltd (Reino Unido), en 1985.
En sus primeras versiones podía crear hasta 128 directorios por disco. La última versión estable conocida es el TR-DOS 5.03. Posteriormente, han aparecido versiones hackeadas, como la 6.10E (en Mr Gluk Reset Service) y vTR-DOS (para ATM). Existen versiones actualizadas en 2006.
El TR-DOS soporta discos flexibles SS/DS, SS/DD. Todas las versiones modernas soportan disco RAM. Algunas versiones soportan disco duro.
Algunos sistemas operativos para ZX Spectrum derivados del TR-DOS son el HR-DOS y el SP-DOS.

## Algunos comandos
Las versiones iniciales fueron diseñadas para los modelos de 48Kb, que solo permitían la entrada de  tokens, por lo que los comandos del DOS aprovechan los mismos añadiéndoles nuevas funciones:
CAT: Obtiene un listado de los ficheros y directorios contenidos del disco.
ERASE: Borra un fichero del disco.
MOVE: Reorganiza los ficheros del disco, optimizando el espacio.
LOAD: Carga un fichero del disco.
MERGE: Combina dos ficheros del disco.
NEW: Renombra un fichero del disco.
PEEK: Lee un sector de acceso aleatorio del disco.
POKE: Escribe un sector de acceso aleatorio del disco.
RETURN: Sale del DOS y regresa al Sinclair BASIC.
RUN: Carga y ejecuta un fichero del disco.
SAVE: Graba un fichero en el disco.
USR: Modifica la contraseña de protección de un disco.